# Somogymeggyes
Somogymeggyes là một thị trấn thuộc hạt Somogy, Hungary. Thị trấn này có diện tích 15,65 km², dân số năm 2010 là 521 người, mật độ 33 người/km².